# 理查·沃荷
理查·沃荷（英語：Richard Wohl，1921年—1957年11月15日）是一名美國社会学家，因發明“擬社会人際互动”一词而闻名，该词意味著观众与媒体上的人物所形成的友好關係。他与唐納德·霍頓（Donald Horton）將此概念共同撰寫成論文《大眾溝通與擬社會人際互動》，並於1956年发表。 1957年，他因癌症去世。